# Jade (film)
Jade is een erotische thriller uit 1995 geschreven door Joe Eszterhas, geproduceerd door Robert Evans, geregisseerd door William Friedkin en met David Caruso, Linda Fiorentino, Chazz Palminteri, Richard Crenna en Michael Biehn in de hoofdrollen. 

## Verhaal
David Corelli (David Caruso), een jonge en ambitieuze assistent van de procureur in San Francisco, doet het onderzoek naar de moord op miljonair Kyle Medford, kunstverzamelaar en vrouwenversierder. In zijn kluis vinden de rechercheurs een compromitterende foto van gouverneur Lew Edwards, samen met een luxeprostituee, Patrice Jacinto. Bij haar ondervraging geeft ze aan Corelli de naam van nog een intieme vriendin van Edwards: Jade. Deze mysterieuze vrouw zou affaires gehad hebben met bepaalde hoge notabelen uit San Francisco. Vooraleer zij de echte naam van Jade kan onthullen, wordt Patrice vermoord. Sommige aanwijzingen leiden echter naar Corelli's voormalige vriendin Katrina Gavin (Linda Fiorentino).

## Rolverdeling
| Acteur           | Personage                                |
| ---------------- | ---------------------------------------- |
| David Caruso     | assistant van de procureur David Corelli |
| Linda Fiorentino | klinisch psycholoog Katrina Gavin        |
| Chazz Palminteri | advocaat Matt Gavin                      |
| Richard Crenna   | gouverneur Lew Edwards                   |
| Michael Biehn    | detective Bob Hargrove                   |
| Angie Everhart   | Patrice Jacinto                          |
| Holt McCallany   | assistent van de gouverneur Bill Barrett |
| Ken King         | Detective Petey Vesko                    |
| Donna Murphy     | Karen Heller                             |
| Kevin Tighe      | procureur Arnold Clifford                |
| Victor Wong      | Mr. Wong                                 |